# Espira-de-Conflent
Espira de Conflent (Espira-de-Conflent en idioma francés y oficialmente, Espirà de Conflent en catalán) es una localidad  y comuna francesa, situada en el departamento de Pirineos Orientales en la región de Languedoc-Rosellón y comarca histórica del Conflent.

## Geografía

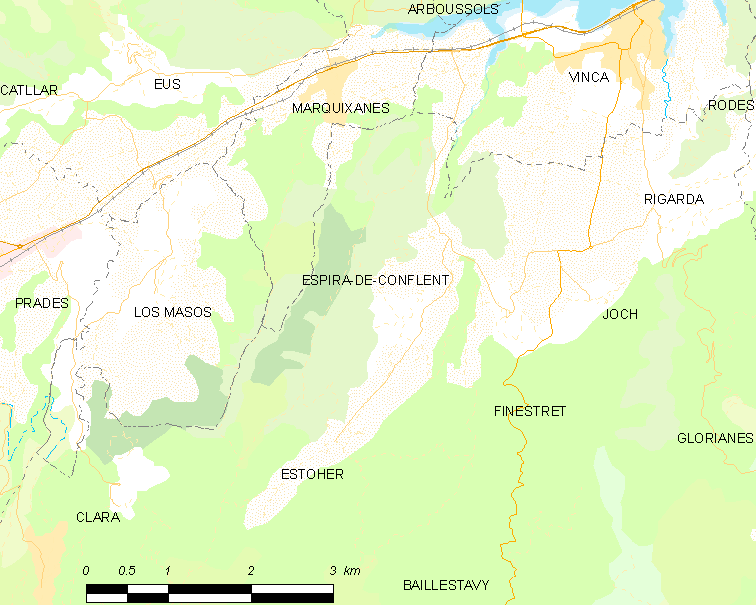
Situación de Espira-de-Conflent

## Demografía
| 155 | 162 | 121 | 124 | 132 | 125 |
| Para los censos de 1962 a 1999 la población legal corresponde a la población sin duplicidades (Fuente: INSEE [Consultar]) |     |     |     |     |     |